# قناة الزمالك
قناة نادي الزمالك (بالإنجليزية: Zamalek SC TV) هي قناة تليفزيونية تابعة لنادي الزمالك تبث على النايل سات بتقنية SD.
بدأ البث بشكل تجريبي في 31 ديسمبر عام 2019، وانطلقت القناة فعلياً في 22 يناير عام 2020.

## البرامج
- زملكاوي البرنامج الرئيسي تقديم خالد الغندور وأحمد جمال وطارق يحيى.[2]
- أخبارنا تقديم محمد طارق اضا.
- زملكاوى تقديم خالد الغندور، محمد جمال، طارق يحيي، خالد لطيف، كريم أبو حسين.
- ملوك الصالات تقديم نيرة الأحمر.
- التالتة يمين تقديم عبد الواحد السيد.
- نهارك أبيض تقديم أنجي يحيي، نيرفانا العيد، أحمد علي.
- ملاعب الناشئين تقديم طارق يحيي.
- رسالتك وصلت تقديم مينا ماهر.
- الإستديو التحليلي تقديم طارق يحيي.

## المباريات
قناة نادي الزمالك ممنوعة من نقل المباريات الرسمية الخاصة بنادي الزمالك في الدوري المصري الممتاز عن طريق البث المباشر، لكن يمكن لها أن تبث إعادتها في قت يجوز لها نقل المباريات، أما المباريات الودية لنادي الزمالك يجوز لها بثها مباشرة. 
من المباريات التي نقلتها مباشرة:
- نادي الزمالك ضد نادي سموحة.
- نادي الزمالك ضد نادي بيراميدز.
- نادي الزمالك ضد نادي وادي دجلة.
- نادي الزمالك ضد نادي طلائع الجيش.

وكلها مباريات ودية.
ومن المباريات التي تبثها على القناة هي مباريات نادي الزمالك القديمة من الثمانينات والتسعينيات وبداية الألفية الجديدة.
أما بالنسبة ل المباريات القارية فممنوع أن تبثها بأي شكل من الأشكال.

### Mini match
ملخص مباريات نادي الزمالك سواء قديمة أو جديدة.